# Paradelphomyia tritumula
Paradelphomyia tritumula är en tvåvingeart som beskrevs av Alexander 1965. Paradelphomyia tritumula ingår i släktet Paradelphomyia och familjen småharkrankar. Inga underarter finns listade i Catalogue of Life.